# Dolichopeza (Nesopeza) borneensis
Dolichopeza (Nesopeza) borneensis is een tweevleugelige uit de familie langpootmuggen (Tipulidae). De soort komt voor in het Oriëntaals gebied.